# Camponotus substitutus
Camponotus substitutus é uma espécie de inseto do gênero Camponotus, pertencente à família Formicidae.